# سوزانا كريستي
سوزانا كريستي هي ممثلة بلجيكية، ولدت في 23 يوليو 1904 في بلجيكا، وتوفيت بنفس المكان في 24 يونيو 1974.

## وصلات خارجية
- سوزانا كريستي على موقع IMDb (الإنجليزية)
- سوزانا كريستي على موقع أول موفي (الإنجليزية)